# Bathyxiphus subtilis
Bathyxiphus subtilis är en svampdjursart som beskrevs av Schulze 1899. Bathyxiphus subtilis ingår i släktet Bathyxiphus och familjen Euretidae. Inga underarter finns listade i Catalogue of Life.